# Króksfjörður
Der Króksfjörður ist einer der südlichsten Fjorde der Westfjorde von Island.
Dieser breite und kurze Fjord ist ein Ausläufer des Breiðafjörður und liegt nördlich vom Gilsfjörður und südlich vom Berufjörður.
Südlich dieses Fjordes liegt die Landzunge Króksfjarðarnes mit der gleichnamigen Siedlung.
Der Vestfjarðavegur  verläuft entlang seiner Ostküste mit der Abzweigung zum Djúpvegur .